# John Williams (bågskytt)
John Chester Williams, född 12 september 1953 i Cranesville, Pennsylvania, är en amerikansk idrottare som tog guld i bågskytte vid olympiska sommarspelen 1972.